# Spellbound (album de Paula Abdul)
Pour les articles homonymes, voir Spellbound.
Albums de Paula Abdul
Shut Up and Dance (The Dance Mixes) Head over Heels
Singles
1. Rush Rush
Sortie : 24 avril 1991
2. The Promise of a New Day
Sortie : 6 juin 1991
3. Blowing Kisses in the Wind
Sortie : 17 octobre 1991
4. Vibeology
Sortie : 30 novembre 1991
5. Will You Marry Me?
Sortie : 29 avril 1992

Spellbound est le second album studio de l'artiste américaine Paula Abdul sorti le 14 mai 1991 sous le label Virgin Records.

## Succès
L'attente est grande à la suite du succès de son premier album. L'album débute en cinquième position du Billboard 200, avant d'atteindre la première position la semaine suivante, y restant deux semaines consécutives. L'album se vendras à plus de 3 millions aux États-Unis durant l'année de sa sortie.
Rush Rush est le premier extrait de l'album. Cette chanson marque une cassure par rapport aux singles précédents, car il s'agit de sa première ballade à sortir en single. Bien qu'elle surprenne le public et la critique au départ, le single devient un de ses plus grands succès. Le single entre en 36e position du Billboard Hot 100. Cinq semaines plus tard, le single devient son cinquième single à se classer numéro un et y reste pendant cinq semaines consécutives, devenant le plus long séjour à cette position depuis Like a Virgin de Madonna en 1984. Le single est aussi un succès mondial, se classant dans le top 10 en Australie, Royaume-Uni, Suède, etc.
The Promise of a New Day est le deuxième extrait de l'album. Ce titre devient son sixième single à se classer numéro un du Billboard Hot 100. À ce jour [quand?], il s'agit de son dernier numéro un. Le single lui n'a qu'un succès limité dans le reste du monde.
Alors que Vibeology est choisi comme troisième extrait à l'échelle mondiale, c'est Blowing Kisses in the Wind qui sort en single au Canada et aux États-Unis. Cette ballade rencontre un très fort succès se classant dans le top 10 au Billboard Hot 100 et au Canada.
Vibeology est choisi comme quatrième extrait aux États-Unis et Canada et troisième extrait[imprécis]. Ce titre marche très bien en Europe, se classant dans le top 40 dans presque tous les pays (dont le Royaume-Uni, Allemagne, Pays-Bas, etc.), et se hisse dans le top 20 au Canada et sur le Billboard Hot 100.
Will You Marry Me? est son cinquième extrait au Canada et aux États-Unis et son quatrième extrait dans le reste du monde. Le succès n'a qu'un succès modeste, ce classant dans le top 20 du Billboard Hot 100 et au Canada.
U est au départ prévu pour une sortie en single. Un clip a été tourné lors de sa tournée mondiale, mais sa sortie est finalement annulée après le succès mitigé de Will You Marry Me.

## Pistes
| 1.    | The Promise of a New Day   | Peter Lord, Sandra St. Victor, V. Jeffrey Smith                                  | Peter Lord, V. Jeffrey Smith | 4:32 |
| 2.    | Rock House                 | Abdul, Lord, Saint Victor, Smith                                                 | Lord, Smith                  | 4:11 |
| 3.    | Rush Rush                  | Lord, Giorgio Moroder                                                            | Lord, Smith                  | 4:52 |
| 4.    | Spellbound                 | Abdul, DiNizio, Lord, Saint Victor, Smith, Victor Young                          | Lord, Smith                  | 4:48 |
| 5.    | Vibeology                  | Lord, Saint Victor, Smith                                                        | Lord, Smith                  | 5:16 |
| 6.    | U                          | Prince                                                                           | Paisley Park                 | 4:05 |
| 7.    | My Foolish Heart           | Lord, Smith, Ned Washington, Young                                               | Lord, Smith                  | 4:10 |
| 8.    | Blowing Kisses in the Wind | Lord                                                                             | Lord, Smith                  | 4:41 |
| 9.    | To You                     | Jorge Corante, Benny Davis, Tommy Dorsey, Colin England, Thad Jones, Ted Shapiro | England, Corante             | 3:31 |
| 10.   | Alright Tonight            | John Hiatt                                                                       | Don Was                      | 4:28 |
| 11.   | Will You Marry Me?         | Abdul, Lord, Saint Victor, Smith                                                 | Lord, Smith                  | 4:24 |
| 49:03 |                            |                                                                                  |                              |      |

## Performance dans les hits-parades
| Classement (1991)        | Meilleure position |
| ------------------------ | ------------------ |
| Allemagne                | 17                 |
| Australie                | 3                  |
| Canada                   | 6                  |
| France                   | 36                 |
| Japon                    | 12                 |
| Nouvelle-Zélande         | 14                 |
| Pays-Bas                 | 45                 |
| Royaume-Uni              | 3                  |
| Suède                    | 6                  |
| Suisse                   | 25                 |
| États-Unis Billboard 200 | 1                  |